# Association française des femmes diplômées des universités

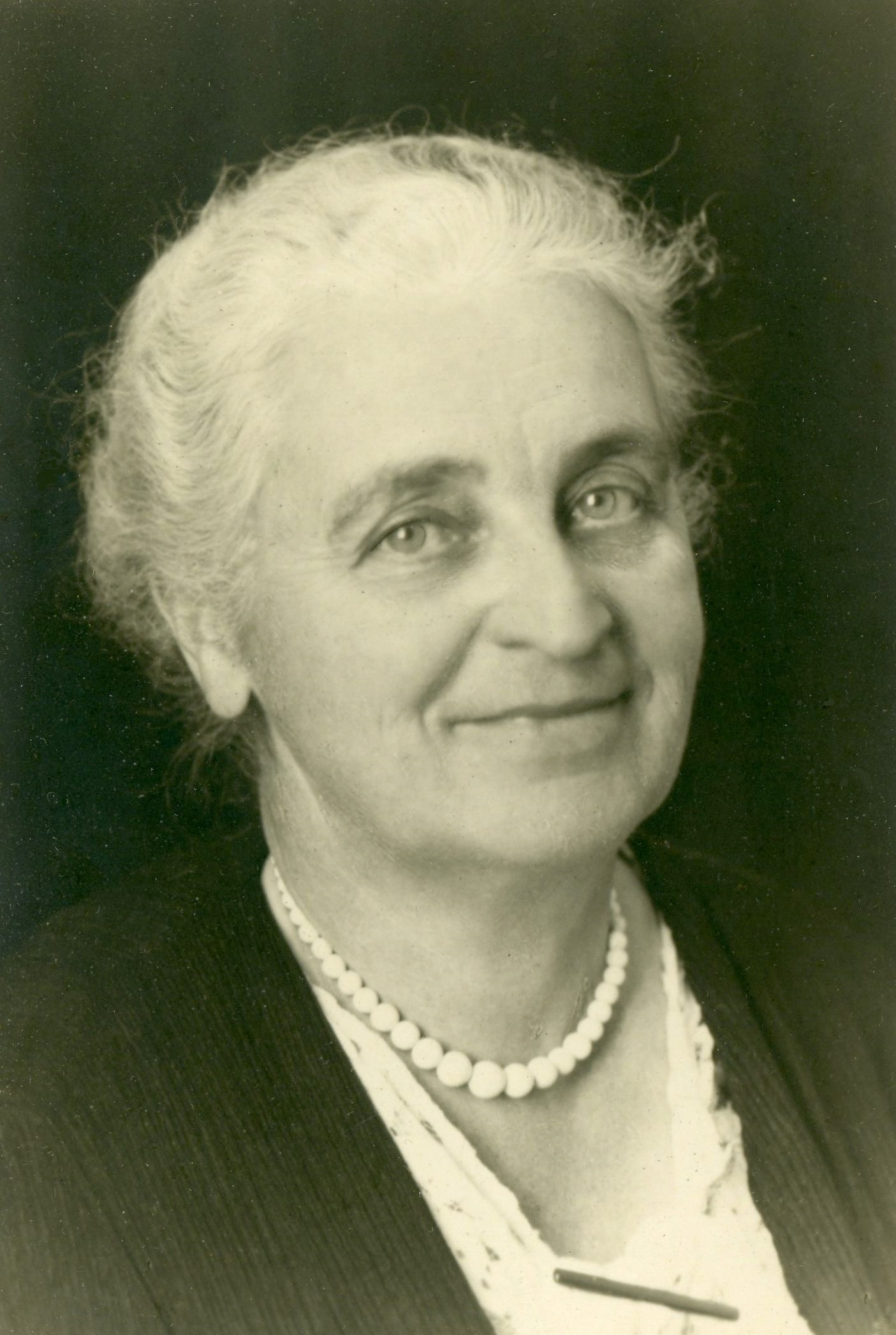
Marie Monod

Die Association française des femmes diplômées des universités (Französischer Verband der Hochschulabsolventinnen, AFFDU) ist ein 1920 gegründeter französischer Verein, der 1962 als gemeinnützig anerkannt wurde. Sie ist die französische Sektion der 1919 gegründeten Graduate Women International und eine NGO mit beratendem Status bei den Vereinten Nationen ist. Der Verband ist der European Group of University Graduate Women (GEFDU) und der University Women of Europe angeschlossen, die ebenfalls den beratenden Status von NGOs beim Europarat haben. Seit Mai 2018 wird sie von Sonia Bressler geleitet.

## Geschichte
1920, als auf neun Studenten eine Studentin kam, gründeten Marie Bonnet und Marie Monod eine Vereinigung von Absolventinnen, die Société féminine de rapprochement universitaire, die in Form eines Verbands verschiedene Vereinigungen von Ingenieurinnen, Ärztinnen, Juristinnen, ehemaligen Schülerinnen der École normale supérieure de jeunes filles zusammenfasste. Henriette Cestre war Präsidentin, Marie Monod Sekretärin und Marie Bonnet Schatzmeisterin. Wesentliche Anstöße zur Gründung kamen von Personen wie Marie Curie, Jeanne Chaton und Lasthénie Thuillier-Landry.
1922 trat der Verein der Graduate Women International bei. 1924 nahm sie den Namen Association des Françaises diplômées des universités an. Marie Curie war von 1922 bis 1934 Ehrenvorsitzende des Vereins. Marie Monod wurde Präsidentin und Marie Bonnet Generalsekretärin.

## Ziele und Arbeit
Ziel des Vereins ist es, die Bildung junger Mädchen zu fördern, Frauen, die einen Hochschulabschluss haben oder studieren, durch Stipendien oder finanzielle Unterstützung zu fördern, die Eingliederung oder Wiedereingliederung von Frauen in das Berufsleben zu unterstützen und ihnen den Zugang zu verantwortungsvollen Positionen zu ermöglichen. Darüber hinaus setzt sich das Netzwerk durch die Solidarität mit Frauen in der ganzen Welt für den Frieden ein.
Zu den Aktionen des Vereins gehören:
- Rede-Olympiaden: Der Wettbewerb Rede-Olympiaden fordert Schülerinnen und Schüler auf, über die Stellung der Frau in der Gesellschaft nachzudenken. Die Kandidaten legen ein schriftliches Dossier vor und veranschaulichen das Thema des Jahres, indem sie vor der Jury eine Sketch-Show aufführen. Der Wettbewerb wird von der AFFDU in Partnerschaft mit dem Bildungsministerium, dem Ministerium für Frauenrechte und dem Haut Conseil à l'égalité entre les femmes et les hommes[A 1] (Hoher Rat für die Gleichstellung von Frauen und Männern) organisiert.[7]
- Die Buchmesse für Essayautorinnen: Diese Veranstaltung hebt die Vielfalt weiblicher Talente hervor, indem sie Autorinnen aus allen Disziplinen zusammenbringt: Historikerinnen, Journalistinnen, Philosophinnen, Soziologinnen, Wissenschaftlerinnen u.s.w. Sie signieren ihre neuesten Essays und nehmen an Diskussionsrunden und Treffen teil. Die Messe ist in Frankreich einzigartig und ausschließlich weiblichen Essay-Autorinnen vorbehalten, wobei alle belletristischen Werke ausgeschlossen sind.[8][9][5]
- Vergabe von Stipendien: Die AFFDU vergibt jedes Jahr Stipendien an Frauen, um sie in ihren Hochschulstudiengängen zu unterstützen, und zwar in zwei verschiedenen Formaten. Die Stipendien richten sich an Studentinnen im zweiten Jahr der Hochschulbildung, die ihr Studium an einer Hochschule fortsetzen möchten. Der Verband fördert in erster Linie Studien- und Forschungsprojekte, die eine Auslandsmobilität enthalten.[10]
- Verteidigung der Gleichheit: Die AFFDU mobilisierte sich hinter den von Anne Nègre[11] getragenen Sammelklagen. Sie wurden über die GEFDU gegen die fünfzehn Mitgliedstaaten des Europarats wegen Verletzung der Europäischen Sozialcharta in Bezug auf gleichen Lohn für gleiche Arbeit für Frauen und Männer eingereicht.[12]
- Frauen und Unternehmen: Der Cercle Culture et Entreprise (Kreis Kultur und Unternehmen, CCE) ist ein integraler Bestandteil der AFFDU. Sein Ziel ist es, ein Unternehmen (Mitarbeiter, Entwicklungen, Herausforderungen) durch interaktive Treffen, die von Führungskräften und Unternehmensleitern geleitet werden, bekannt zu machen. Das CCE fördert die Gründung von Unternehmen durch Frauen, indem es jährlich ein spezielles Stipendium, den „Prix Michelle Maugain“, vergibt.[13][14]
- Herausgabe der Zeitschrift Diplômées: Hierbei handelt es sich um eine wissenschaftliche Fachzeitschrift, die Forscherinnen aus verschiedenen Disziplinen zu bestimmten Themen zusammenbringt. Sie wird vom unabhängigen Verlagshaus La Route de la Soie herausgegeben.[5][15]

## Sonstiges
Die Association française des femmes diplômées des universités ist auch in Québec aktiv. 2009 erhielt der Verein den Irène-Joliot-Curie-Preis in der Kategorie Mentoring. Eine Liste der bisherigen Präsidentinnen findet sich in der französischen Sprachversion.